# 20/20 Vision
20/20 Vision war eine deutsche Pop-Punk-Band aus Südniedersachsen.

## Geschichte
Sie wurde 1995 von den Brüdern Gregor und Sascha Hörold, sowie Manuel Landskron unter dem Namen Generation Fuck in Uslar gegründet. 1999 wechselte die Besetzung. Seitdem spielte Florian Hilty die zweite Gitarre und Thomas Liedtke Schlagzeug. Im Februar 2006 benannte die Band sich in 20/20 Vision um. 2006 legte 20/20 Vision erstmals eine Live-Pause ein, um an dem Nachfolgealbum von Snapshots zu arbeiten. Im Laufe des Jahres wurden von der Band neue Lieder geschrieben und aufgenommen. Im November 2007 gaben sie ihre Auflösung offiziell bekannt. Der letzte Auftritt fand in Alfeld (Leine) statt.

## Auftritte und Veröffentlichungen
20/20 Vision trat beim Highfield-Festival am Stausee Hohenfelden im Jahr 2001 auf. Zwei Jahre später produzierte Moses Schneider (Beatsteaks – Smack Smash, Tocotronic) ihr erstes Album Snapshots (2003). Im selben Jahr entstand zu ihrem Song My Melody unter der Regie von Pascal Heiduk (Kettcar) ein Video, mit dem die Band in die Top Ten der polnischen TRL-Charts kam. Mit ihren Titeln My Melody und Wake Up waren sie Ende 2003 bzw. Anfang 2004 für jeweils zwei Monate in den Top 20 der „Resistance Charts“ vertreten.

## Das letzte Konzert
Unter dem Motto „Die große 20/20 Vision Abschiedsgala“ fand das letzte Konzert der Band am 23. Februar 2008 beim Autohaus Feddersen in Alfeld (Leine) statt. Zu diesem Konzert hatten sie 14 befreundete Bands eingeladen. Die Bands Ransom (Berlin), Kju: (Hannover), Francesco (Berlin), Softdrink (Kassel), Luka (Alfeld (Leine)), And Still I Bleed (Alfeld (Leine)), The 6th Tradition (Alfeld (Leine)), Adriane (Northeim), B.S.E. (Bad Karlshafen), Exit Inside (Seesen), Alive at Last (Alfeld (Leine)), Fatal Error (Uslar) und Nyu Ray C. (Uslar) wollten sich die Ehre geben, das letzte Mal mit der Band auf der Bühne zu stehen. Das Besondere sollte sein, dass sich die Band Ransom bereits ein Jahr zuvor aufgelöst hatte, sie sollten nur für dieses Konzert ein Comeback feiern. Dazu sollte es aber nicht kommen, da sie das Konzert, genauso wie die Band Kju:, vorher absagen mussten. Als „Ersatz“ wurden die Bands Brand New Jersey (Sinsheim) und Kuya Lu (Höxter) bekanntgegeben.

## Diskografie
- 1999: 600 miles freedom (Demotape)
- 2000: Generation Fuck EP (CD/EP)
- 2003: Snapshots (CD/LP)